# Slivovitsj

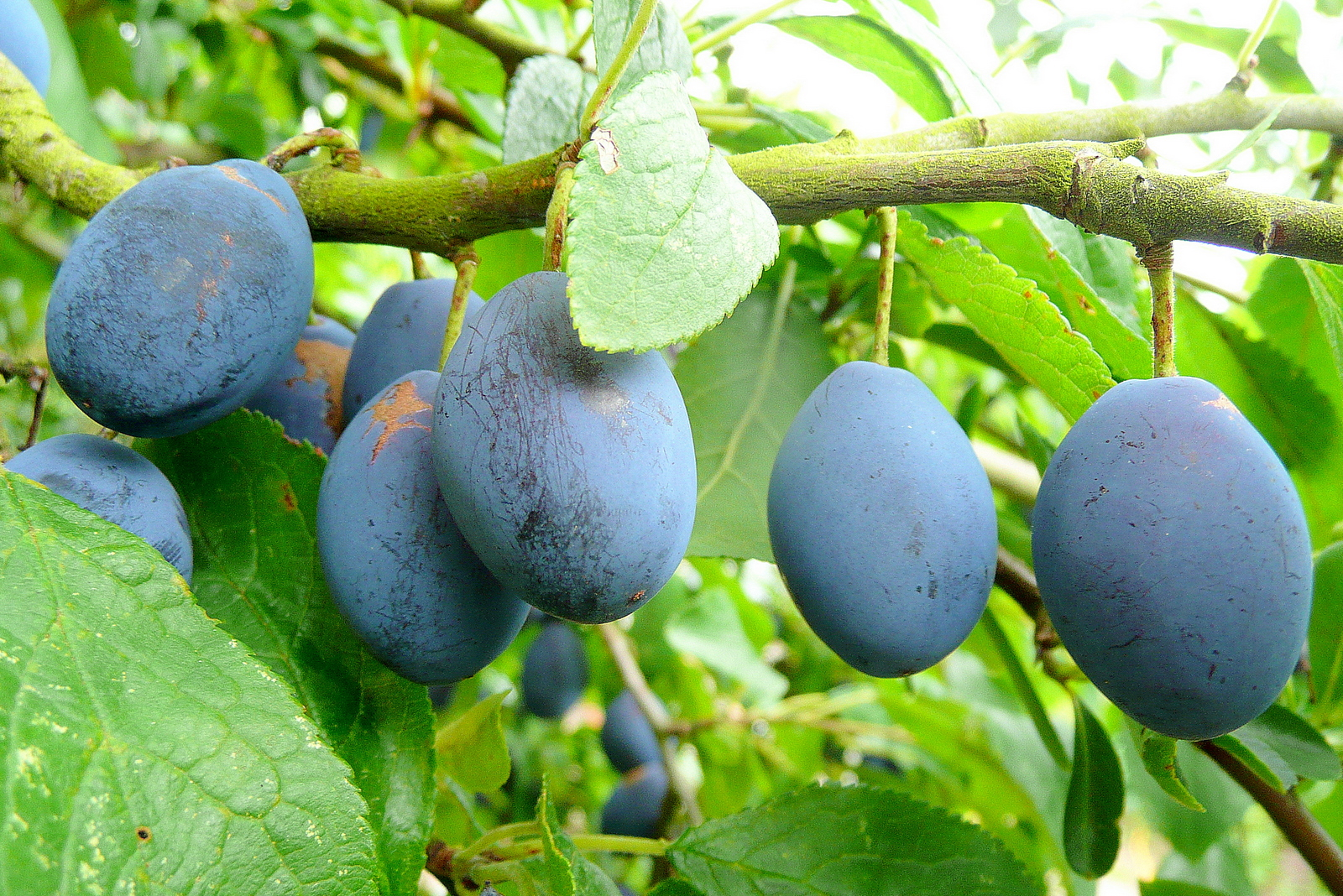
Damsonpruimen

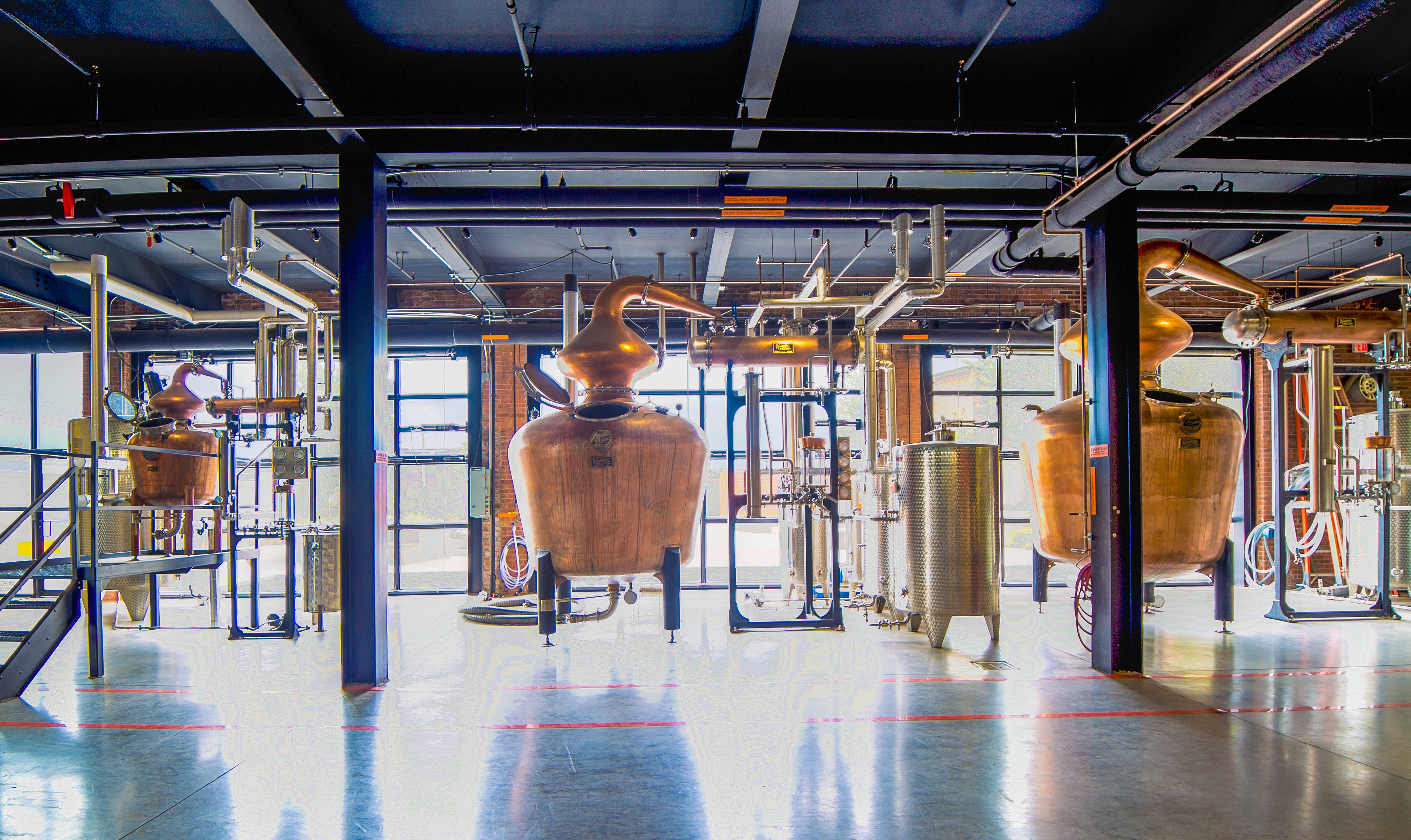
Distilleerderij

Slivovitsj is een brandewijn gedestilleerd uit gefermenteerde pruimen. De sterke drank wordt gestookt in Midden-Europa en op de Balkan. Slivovitsj wordt gemaakt van de vruchten van de kroosjespruim (Prunus domestica subsp. insititia) of van kwetsen (Prunus domestica subsp. domestica). De drank is kleurloos, maar wordt door kleurstoffen uit het hout goudgeel, als ze wordt opgeslagen in vaten van eikenhout of moerbeihout. 

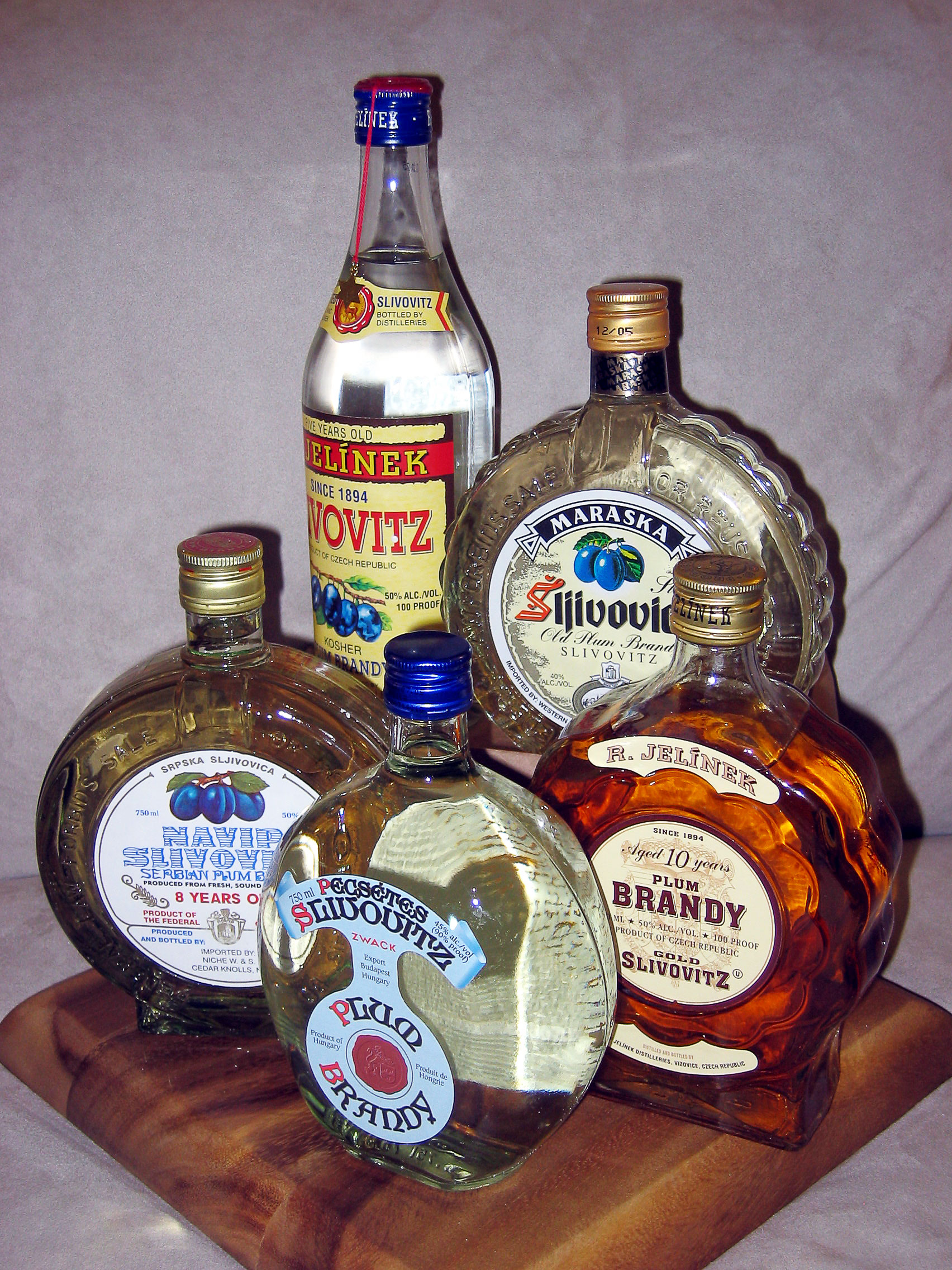
Verschillende flessen slivovitsj
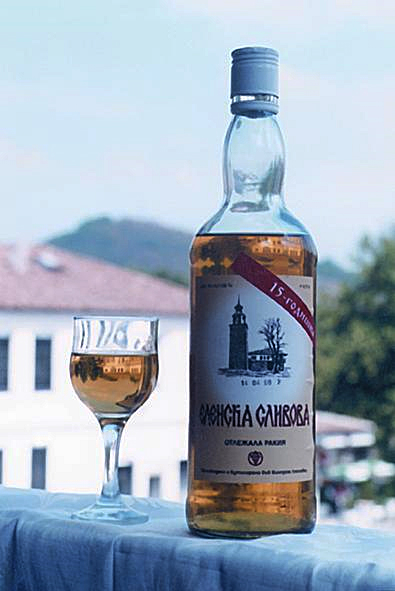
Bulgaarse slivovitsj

Slivovitsj wordt vaak voor eigen gebruik geproduceerd door particulieren door de verzamelde pruimen te laten fermenteren en naar distilleerderijen te brengen, die op veel plaatsen te vinden zijn. De huisgedestilleerde slivovitsj heeft een alcoholpercentage van 50 tot 52%, regionaal komen nog hogere percentages voor. De in fabrieken gemaakte slivovitsj heeft lagere percentages.
Onder andere in Servië wordt slivovitsj gezien als de nationale drank. Het bevat ongeveer 47% alcohol. De pruimenbrandewijn wordt ook als een nationale drank beschouwd in Moravië in Tsjechië. 

## Namen
De naam slivovitsj is afgeleid van de Slavische stam sliva, die 'pruim' betekent.
De drank is in Europa bekend onder vele namen: Servisch: шљивовица of šljivovica [ʃʎi.ʋo.ʋi.tsa]; Sloveens: slivovka [ˈsli.ʋoʋ.ka]; Kroatisch: šljivovica [ʃʎi.ʋo.ʋi.tsa]; Bosnisch: šljivovica [ʃʎi.ʋo.ʋi.tsa]; Macedonisch: slivova [sli.vo.va]; Pools: śliwowica [ˌɕli.voˈvi.tsa]; Roemeens: şliboviţă [ʃli.bo̞ˈvi.tsə]; Bulgaars: сливова [sli.vo.va]; Slowaaks: slivovica [ˈslɪ.vo.vɪ.tsa]; Tsjechisch: slivovice [ˈslɪ.vo.vɪ.tsɛ]); Hongaars: szilvapálinka [ˈsil.vɒ.paː.liŋ.kɒ];